# Бурцевка (Курская область)
Бурцевка — деревня в Мантуровском районе Курской области России. Входит в состав Ястребовского сельсовета.

## Население
| 2002 | 2010 |
| ---- | ---- |
| 121  | ↘78  |

## География
Бурцевка находится в восточной части Мантуровского района, недалеко от Старого Оскола и Губкина. Около деревни протекает река Стуженёк.
Расстояние до областного центра составляет 115 км, до райцентра Мантурово — 30 км.

## История
В 2010 году деревня вошла в состав укрупнённого Ястребовского сельсовета, в который вошли Стуженский и Крутоверховский сельсоветы Мантуровского района. До 2010 года входила в состав Крутоверховского сельсовета.

## Достопримечательности
- Братская могила воинов Советской Армии. Захоронено 34 человека, установлено фамилий на 21 человека[3].